# Konstanty Gordon
Konstanty Gordon (ur. 4 sierpnia 1917 w Warszawie, zm. 17 kwietnia 1983 tamże) – polski reżyser filmów dokumentalnych, grafik, historyk sztuki.

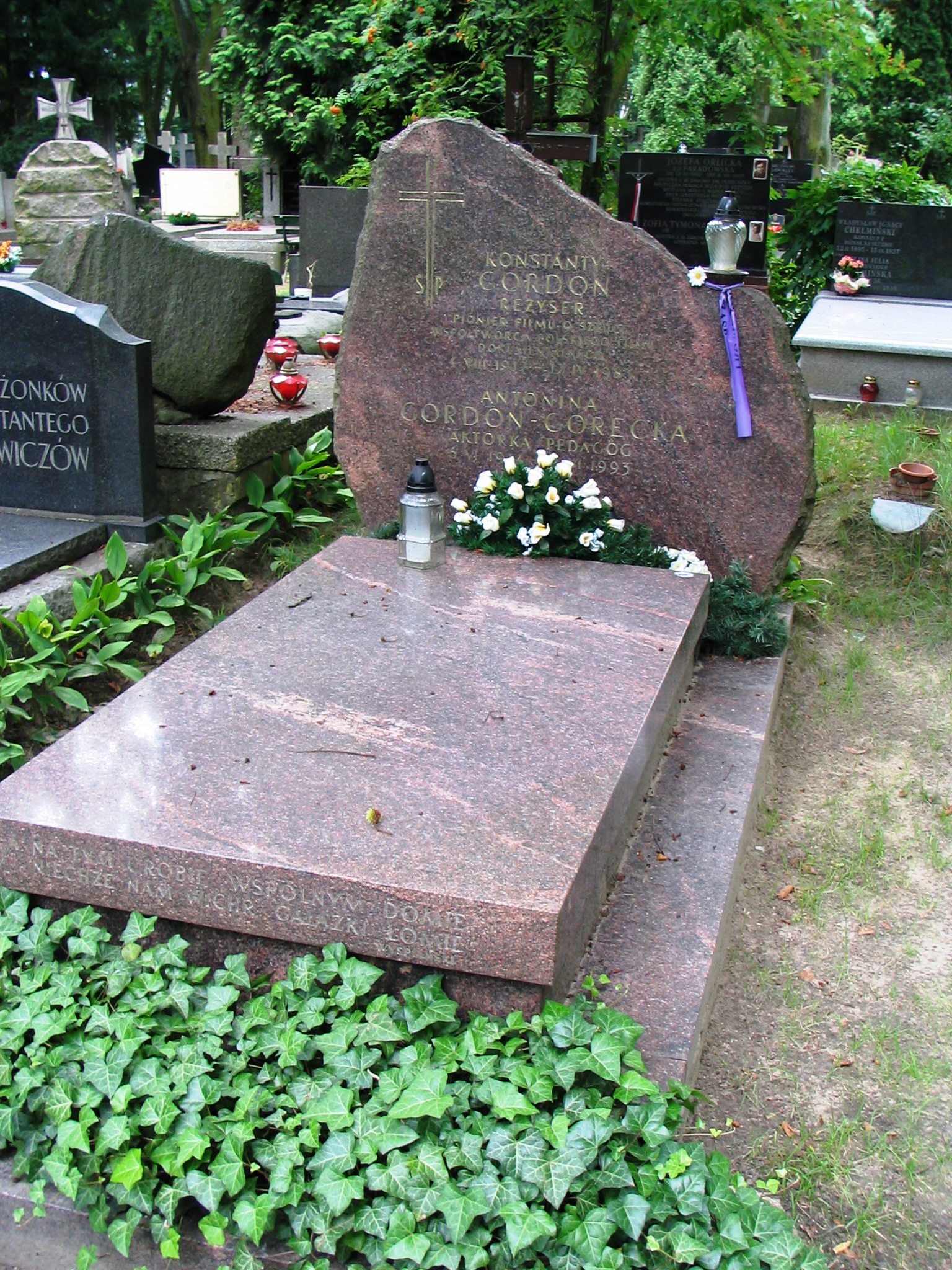
Grób Antoniny Gordon-Góreckiej i jej męża Konstantego Gordona na cmentarzu Powązkowskim w Warszawie

## Życiorys
Syn Pawła. Podczas nauki w szkole średniej wstąpił do Związku Niezależnej Młodzieży Socjalistycznej, Komunistycznego Związku Młodzieży Polskiej, a następnie Komunistycznej Partii Polski. Za działalność wywrotową został w 1933 aresztowany i uwięziony na trzy lata, po zakończeniu kary więzienia pracował jako dekorator i reżyser. Ponadto zajmował się karykaturą, jego antyfaszystowskie rysunki publikowały „Szpilki” i „Czarno na Białem”.
Po wybuchu II wojny światowej walczył podczas kampanii wrześniowej, po jej upadku przedostał się do ZSRR. W 1944 został oficerem I Korpusu Polskich Sił Zbrojnych w ZSRR, uczestniczył w walkach o Warszawę, ciężko ranny podczas szturmu na Przyczółek Czerniakowski.
Od 1945 pracował w Wytwórni Filmowej Wojska Polskiego, od 1949 do przejścia na emeryturę związany był z Wytwórnią Filmów Dokumentalnych i Wytwórnią Filmów Oświatowych. Jest uznawany za współtwórcę polskiego powojennego filmu dokumentalnego, był autorem ponad pięćdziesięciu filmów dotyczących twórczości plastycznej, a także o tematyce politycznej i społecznej. Przez cały okres od powstania PZPR był jej członkiem.
Był mężem aktorki Antoniny Gordon-Góreckiej.
Zmarł w Warszawie, pochowany na cmentarzu Wojskowym na Powązkach (kwatera 19A-1-17).

## Ordery i odznaczenia
- Krzyż Kawalerski Orderu Odrodzenia Polski
- Złoty Krzyż Zasługi (6 lipca 1954)[1]

## Nagrody
- Państwowa Nagroda Artystyczna II stopnia (zespołowa) w dziale kinematografii za film dokumantalny Szeroka droga (1950)[3]
- wyróżnienie honorowe na V Międzynarodowym Festiwalu Filmowym w Karlovych Varach - dla filmu Szeroka droga (1950)
- Nagroda Specjalna Jury na IV Międzynarodowym Festiwalu Filmowym w Cannes - w kategorii krótkiego metrażu dla filmu Szeroka droga (1951)
- I nagroda Festiwalu Filmów Krótkometrażowych w Bahii (Brazylia) - za reportaż dla Szerokiej drogi (1951)
- Dyplom uznania na V Międzynarodowym Festiwalu Filmowym w Edynburgu - za film Szeroka droga (1951)
- Szczególne Wyróżnienie na VIII Międzynarodowym Festiwalu Filmowym w Karlovych Varach - dla filmu Wietnam w rysunkach Aleksandra Kobzdeja (1954)
- wyróżnienie Międzynarodowego Spotkania w sprawie Filmu Oświatowego i Rozrywkowego w Cannes - dla filmu U źródeł plastyki (1960)
- Złoty Światowid na Festiwalu Filmów Dydaktycznych w Łodzi za film Rytm, melodia, barwa (1977)
- Brązowy Pegaz na XII Przeglądzie Filmów o Sztuce w Zakopanem - za film Konrad Krzyżanowski - "za osobiste i wnikliwe przedstawienie twórczości artysty" (1982)